# Premier League Malti 1981-1982
L'edizione 1981-1982 della Premier League maltese è stata la sessantasettesima edizione della massima serie del campionato maltese di calcio. Il titolo è stato vinto dagli Hibernians.

## Classifica
|   | Classifica       | G  | V  | N | P  | GF | GS | Dif | Pt |
| - | ---------------- | -- | -- | - | -- | -- | -- | --- | -- |
| 1 | Hibernians       | 14 | 12 | 2 | 0  | 36 | 7  | +29 | 26 |
| 2 | Sliema Wanderers | 14 | 8  | 2 | 4  | 24 | 20 | +4  | 18 |
| 3 | Żurrieq          | 14 | 7  | 2 | 5  | 19 | 13 | +6  | 16 |
| 4 | Floriana         | 14 | 7  | 2 | 5  | 22 | 15 | +7  | 16 |
| 5 | Valletta         | 14 | 5  | 3 | 6  | 17 | 18 | -1  | 13 |
| 6 | Ħamrun Spartans  | 14 | 5  | 2 | 7  | 19 | 23 | -4  | 12 |
| 7 | Senglea Athletic | 14 | 4  | 2 | 8  | 13 | 27 | -14 | 10 |
| 8 | Gżira United     | 14 | 0  | 1 | 13 | 7  | 34 | -27 | 1  |

### Spareggio terzo posto
|  | Żurrieq | 1 – 0 | Floriana |  |

## Verdetti finali
- Hibernians Campione di Malta 1981-1982
- Senglea Athletic e Gżira United retrocesse.